# Saint-Laurent-des-Bois (Loir-et-Cher)
Saint-Laurent-des-Bois ist eine französische Gemeinde  mit 329 Einwohnern (Stand 1. Januar 2022) im Département Loir-et-Cher in der Region Centre-Val de Loire. Sie gehört zum Kanton La Beauce und zum Arrondissement Blois.
Sie grenzt im Nordwesten an Autainville, im Norden an Binas, im Nordosten an Beauce la Romaine mit Ouzouer-le-Marché, im Osten an Villermain, im Südosten an Lorges, im Süden an Briou und Le Plessis-l’Échelle und im Südwesten an Marchenoir.

## Bevölkerungsentwicklung
| Jahr      | 1962 | 1968 | 1975 | 1982 | 1990 | 1999 | 2006 | 2017 |
| --------- | ---- | ---- | ---- | ---- | ---- | ---- | ---- | ---- |
| Einwohner | 336  | 312  | 271  | 250  | 209  | 227  | 250  | 287  |